# Partido Liberal (España, Restauración)
El Partido Liberal, originalmente conocido como Partido Liberal-Fusionista, fue un partido político español creado por Práxedes Mateo Sagasta y que, con el Partido Conservador de Cánovas, se alternaría en el Gobierno (el «turno») durante la Restauración (entre 1881 y 1923).

## Historia

### Liderazgo de Sagasta (1880-1903)
El primer paso para el nacimiento del partido fue la aceptación de la Restauración borbónica en España por la mayoría de los miembros del Partido Constitucional, siguiendo la línea trazada por los «centralistas» de Manuel Alonso Martínez, que se habían desgajado del partido en mayo de 1875 para «entrar» en el sistema canovista, y que en diciembre de 1878 habían retornado al partido. Así, los constitucionales dejaron de reivindicar definitivamente la vigencia de la Constitución española de 1869, nacida de la revolución de septiembre de 1868 que inició el Sexenio Democrático, y rompieron completamente sus contactos con los republicanos de Manuel Ruiz Zorrilla y Emilio Castelar. El líder de los constitucionales, Práxedes Mateo Sagasta, era un político pragmático que estaba convencido de que «en política no… se puede hacer siempre lo que se quiere, ni siempre es conveniente hacer lo más justo». El cambio de posición de los constitucionales quedó confirmado por su «fusión» con el grupo de políticos (y de militares de alta graduación, como el general Pavía) procedentes del Partido Conservador encabezados por el general Martínez Campos, que estaba enfrentado a Cánovas tras el fracaso de su experiencia de gobierno.

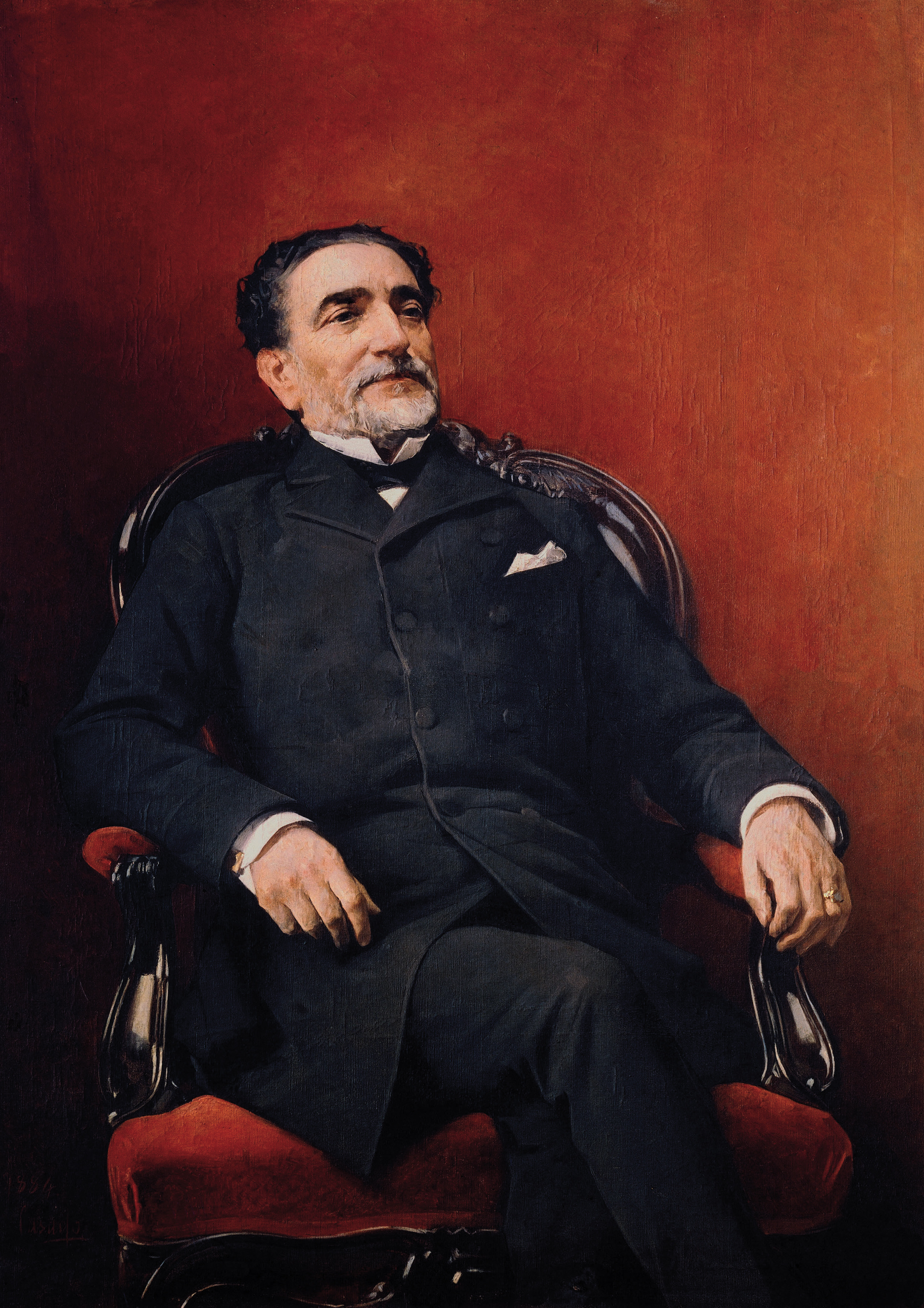
Retrato del líder liberal Práxedes Mateo Sagasta por José Casado del Alisal (1884).

Así nació el 23 de mayo de 1880 el Partido Liberal-Fusionista, como resultado de la «fusión» de los constitucionales de Sagasta, los conservadores de Martínez Campos y los «centralistas» de Manuel Alonso Martínez, todos ellos bajo el liderazgo del primero. En la gestación final del nuevo partido el rey Alfonso XII no fue ajeno. «Era un partido heterogéneo, poco cohesionado, a juicio de Cánovas y los conservadores, que se resistían a ceder el poder», ha afirmado Feliciano Montero. De hecho Cánovas le había confesado dos años antes al embajador británico que «tenía la intención de quedarse en su puesto [de presidente del Gobierno] tanto como pudiera» porque «los partidos de oposición hasta tal punto se encontraban divididos en facciones que, si su gobierno fracasaba, no existía partido liberal alguno en cuyas manos pudiera él dejar el poder en la confianza de que llevaría la Restauración hacia adelante».
El nuevo partido liberal-fusionista fue presentado en las Cortes por Sagasta el 14 de junio de 1880 mostrando su acatamiento a la Constitución de 1876 y reclamando al rey Alfonso XII que «en un acto de personal energía» le diera el gobierno. Seis meses después, el 19 de enero de 1881, en medio de un intenso debate parlamentario Sagasta volvió a reclamar de la «prerrogativa regia» su derecho a gobernar, advirtiendo que sin su concurrencia la Monarquía alfonsina no se consolidaría y lanzando una amenaza velada:

Si mis esfuerzos y mis sacrificios fueran estériles por vuestra obstinación y por vuestra tenacidad, yo lo veré con el alma dolorida, pero con la conciencia tranquila; porque cualesquiera que sean las vicisitudes, cualquiera que sea el destino que todos tengamos preparado, como he de caer siempre del lado de la libertad, diré entonces con la frente levantada: estoy donde estaba; ni entonces obedecía a las inspiraciones del patriotismo, ni hoy cedo a los impulsos del deber y a los sentimientos del corazón.

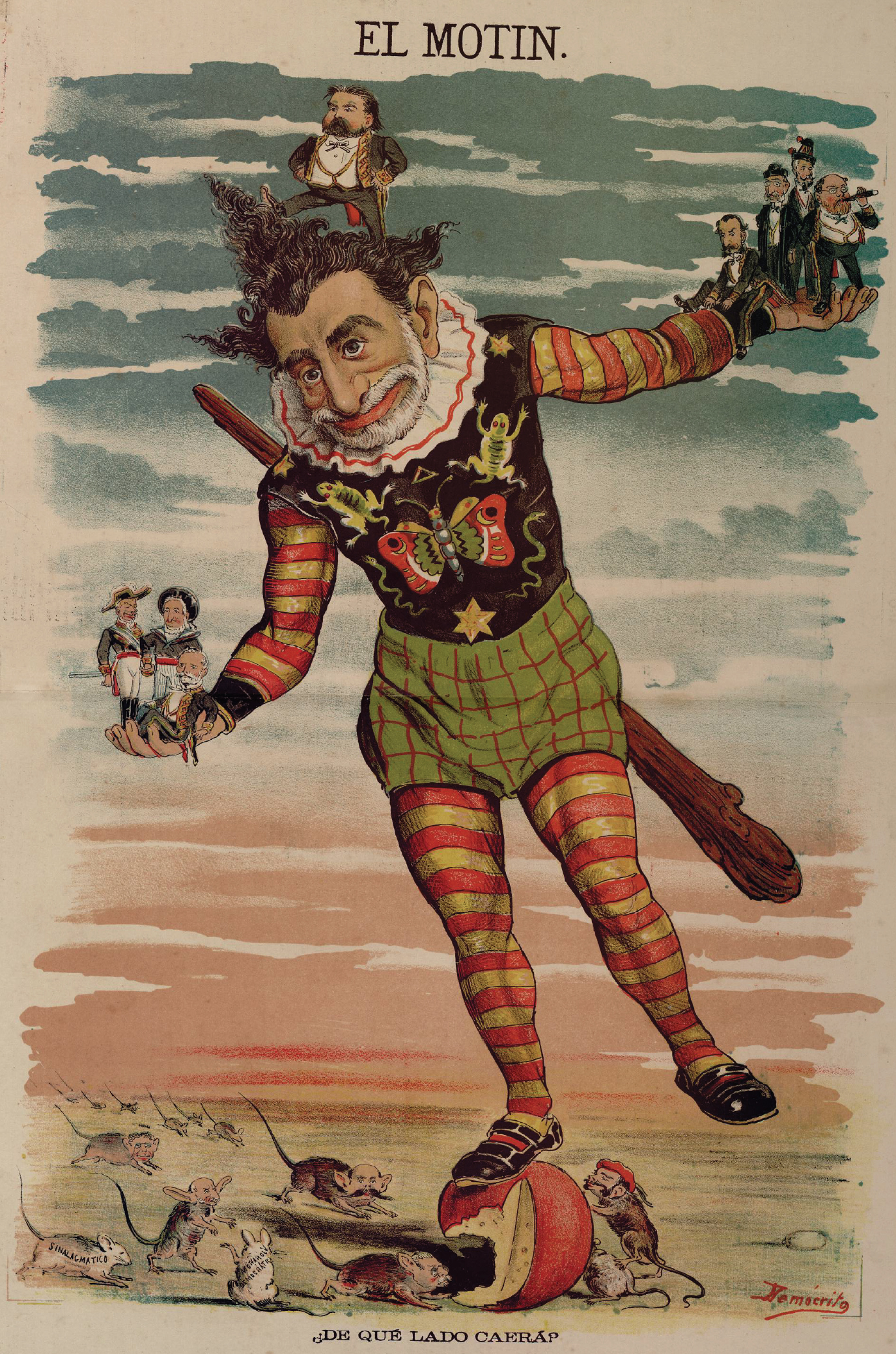
Caricatura de El Motín (21 de agosto de 1881) titulada «¿De qué lado caerá?» que muestra a Sagasta haciendo equilibrios entre las facciones derechista e izquierdista de su gobierno, mientras los ratones (conservadores, carlistas, demócratas, republicanos...) roen el queso sobre el que se sustenta para hacerlo caer.

El rey finalmente accedió y a principios de febrero de 1881 forzó la dimisión de Cánovas de la presidencia del Gobierno. «El 8 de febrero de 1881 juraba el primer gabinete Liberal en la Restauración». Según Carlos Dardé, «fue una decisión personal de Alfonso XII, que tomó sin llevar a cabo consultas y, por lo que cabe presumir, en contra del parecer de Cánovas». Otros historiadores comparten esta apreciación. José Ramón Milán García también ha señalado que «la llegada de los fusionistas al gobierno en febrero de 1881 fue sin duda uno de los hitos fundamentales del reinado [de Alfonso XII] cuya relevancia no escapó a sus protagonistas, conscientes de que la iniciativa del monarca abría las puertas a la superación de la enquistada confrontación entre el liberalismo de izquierdas y la dinastía borbónica, y por ende de las luchas cainitas sostenidas durante décadas entre las diversas familias del liberalismo hispano».

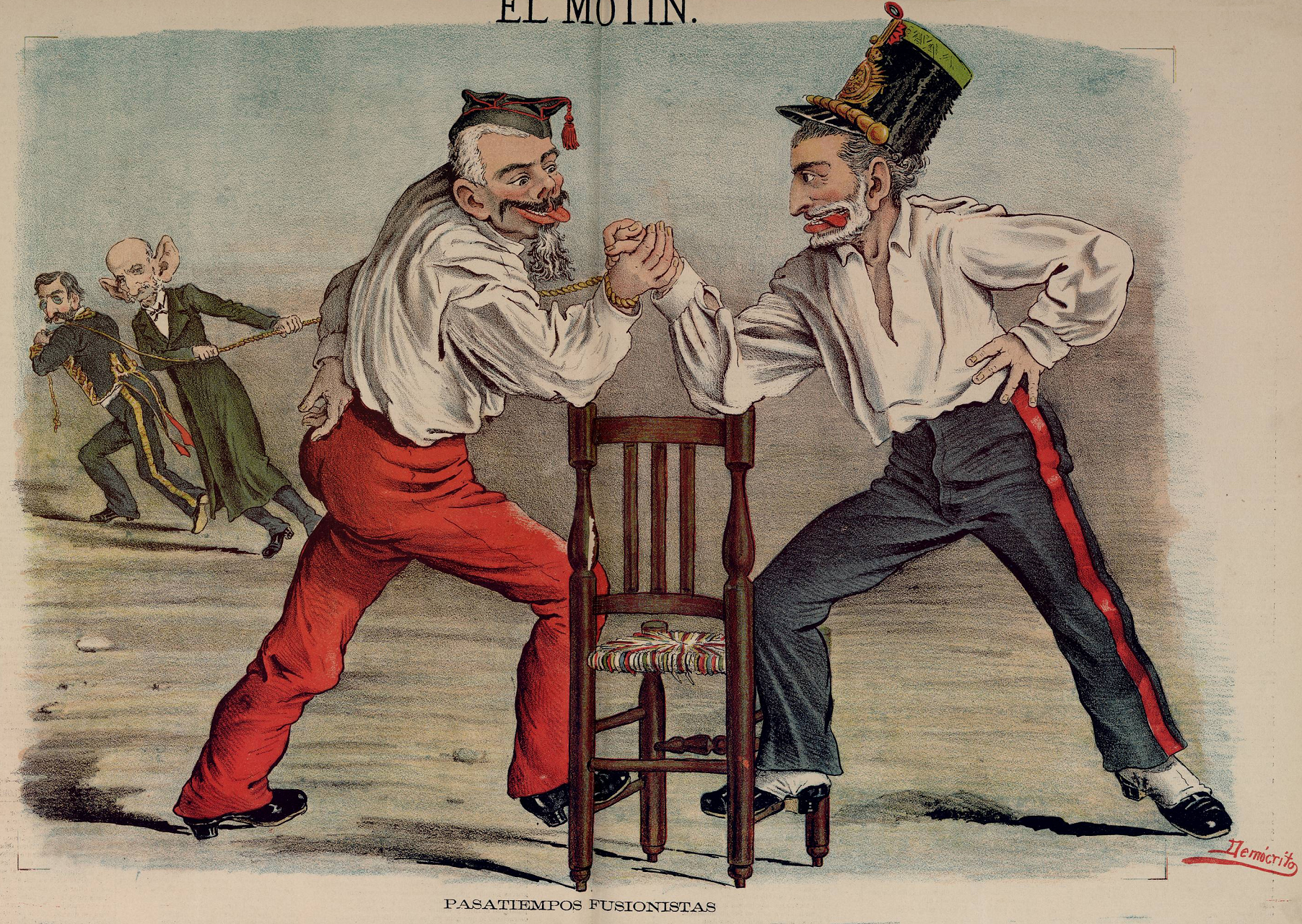
Pasatiempos fusionistas, caricatura de Martínez Campos y Sagasta (echando un pulso). Dibujo de Eduardo Sojo, publicado en El Motín el 10 de julio de 1881.

En octubre de 1883 Sagasta vio amenazado su liderazgo por la aparición de un nuevo partido liberal, Izquierda Dinástica, con el que se vio obligado a formar un gobierno de «conciliación» liberal no presidido por él, sino por el izquierdista José de Posada Herrera. El choque entre izquierdistas y fusionistas se produjo cuando el Gobierno en el discurso de la Corona propuso la recuperación del sufragio universal (masculino) y la reforma de la Constitución de 1876. En el debate de contestación que tuvo lugar a continuación Sagasta, que presidía el Congreso de los Diputados, hizo una encendida defensa, «con gran regocijo de Cánovas», del principio de la soberanía compartida rey/Cortes, pilar fundamental del régimen político de la Restauración, abandonando así definitivamente el principio de la soberanía nacional, una de las señas de identidad del liberalismo progresista. Como ha señalado José Varela Ortega en aquel momento el partido liberal se hace canovista y de esta forma, según Feliciano Montero, «el régimen político quedaba consolidado». Además, como ha indicado Carlos Dardé, Sagasta quiso demostrar que la unidad de los liberales sin él era imposible. Una valoración que comparte Manuel Suárez Cortina. En su intervención Sagasta dijo lo siguiente:

Nosotros no abandonamos por nada ni por nadie los principios fundamentales de la Monarquía constitucional. […] Sobre ellos giramos con tanta fe como el partido conservador [y] debe observar este Partido, que si nosotros nos hemos opuesto al sufragio universal y a la revisión constitucional, y si no hemos querido aceptar la conciliación [con la Izquierda Dinástica] bajo esas dos bases, no ha sido sólo en defensa de nuestros principios, sino también en defensa de los principios del Partido Conservador, en defensa de los principios que nos son comunes a liberales y conservadores, y que no pueden menos de serlo a los partidos gobernantes dentro de unas mismas instituciones.

Al perder el apoyo de los diputados fusionistas, que constituían la mayoría de la Cámara, el gobierno de Posada Herrera tuvo que dimitir y el rey Alfonso XII llamó a formar gobierno al líder del Partido Conservador, Cánovas de Castillo, «como castigo a la desunión» de las familias liberales. «Los liberales aprendieron la lección: para gobernar debían unirse».
En junio de 1885, año y medio después del fin de su brevísimo gobierno, el grueso de la Izquierda Dinástica se integró en el Partido Liberal de Sagasta, gracias a la aprobación de una llamada «ley de garantías» elaborada por Manuel Alonso Martínez y Eugenio Montero Ríos. La «ley de garantías» era el nuevo programa del partido liberal en el que se recogía la protección para los derechos y libertades reconocidos en la Constitución, la extensión del sufragio a toda la población masculina y el juicio por jurado. Pero lo más importante de la «ley de garantías» estribaba en la renuncia al principio de la soberanía nacional, que siempre habían defendido los «revolucionarios de 1868», y en la aceptación de la soberanía compartida «de las Cortes con el Rey», principio doctrinario en el que se basaba el régimen político de la Restauración. «El Partido Liberal unido estaba de nuevo en condiciones de exigir el poder».

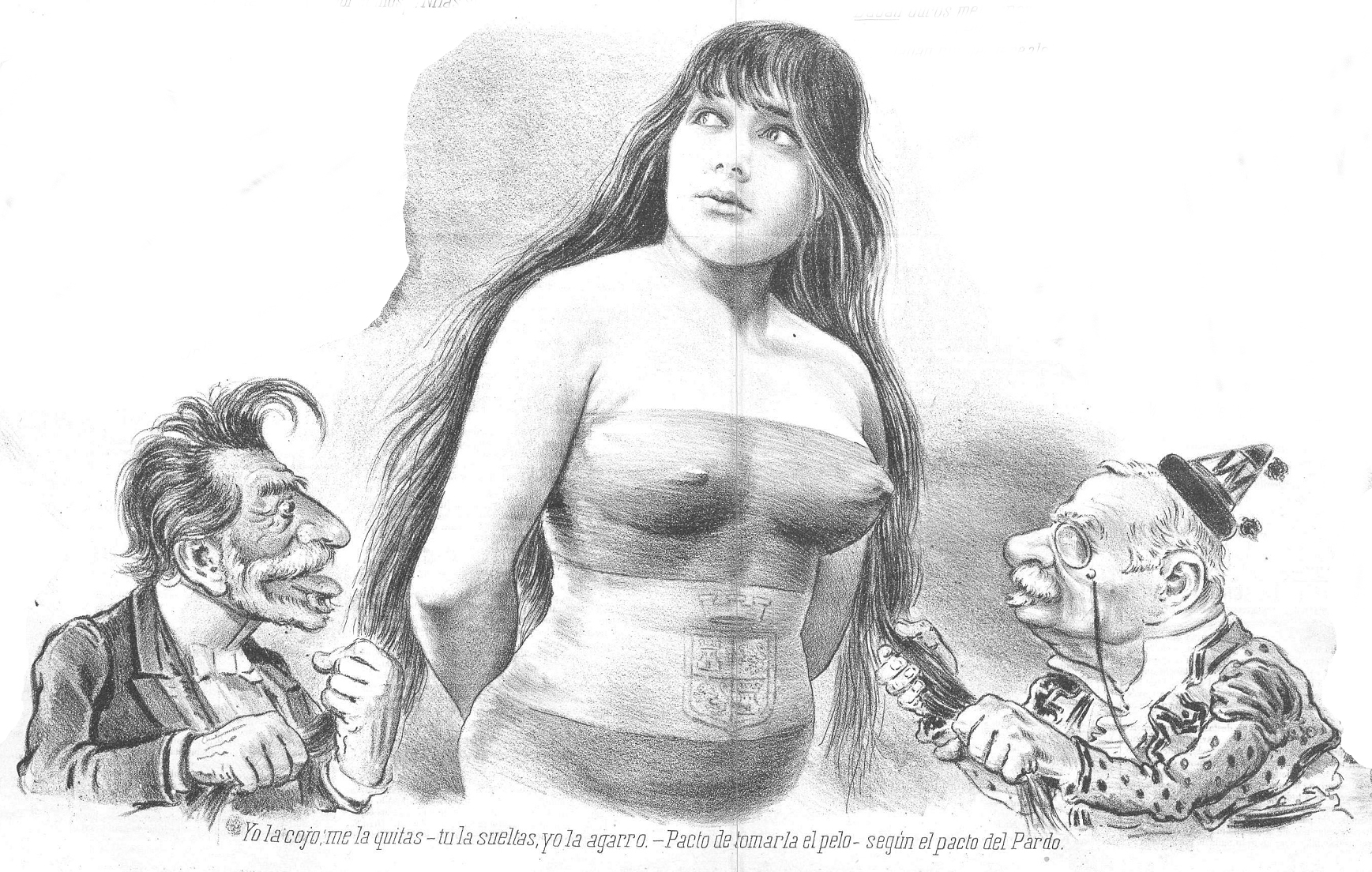
Caricatura de Sagasta y Cánovas, en la que se hace alusión expresa al Pacto de El Pardo, en la revista satírica española Don Quijote, 1894.

El 25 de noviembre de 1885 moría el rey Alfonso XII, lo que causó una gran consternación —«un terror apocalíptico», según José Varela Ortega— entre las elites políticas ante la perspectiva de la regencia de la joven e inexperta esposa del rey María Cristina de Habsburgo, que estaba embarazada (su hijo, un varón, nacería en mayo de 1886). Entonces Cánovas decidió dimitir y aconsejar a la regente que llamara al gobierno a Sagasta. El líder conservador comunicó su decisión al líder liberal y este aceptó en una reunión que mantuvieron en la presidencia del Gobierno por mediación del general Martínez Campos y que sería conocida equivocadamente como el «Pacto de El Pardo». «Un acuerdo por el cual los dos Partidos decidieron turnarse en el poder automáticamente en los años siguientes». Ángeles Lario ha destacado que el acuerdo político a que se llegó tras la muerte del rey «convirtió a los dos grandes partidos [Conservador y Liberal] en los verdaderos directores de la vida política, controlando consensuadamente hacia arriba la prerrogativa regia y hacia abajo la construcción de las necesarias mayorías parlamentarias; definiendo así la vida de este importante periodo de nuestro liberalismo y siendo origen a su vez de sus más graves limitaciones». El «turno» fue garantizado gracias a las redes caciquiles con que ambos partidos contaban por toda España. Este pacto impedía el acceso al poder de ideologías (anarquismo, socialismo, republicanismo) que podían poner en peligro el régimen monárquico.
Desde aquel momento, Sagasta se convirtió en el líder indiscutible del nuevo partido y mantendría aquella posición hasta su muerte en 1903. En 1898 se produce una primera escisión en el Partido Liberal cuando Germán Gamazo Calvo abandona el partido, encabezando un grupo disidente que terminaría uniéndose al Partido Conservador. Entre aquellos que abandonaron el partido se encontraba Antonio Maura, que posteriormente encabezaría el Partido conservador y sería varias veces presidente del Consejo de Ministros.

### Disputas por el liderazgo (1903-1923) y disolución (1930-1931)

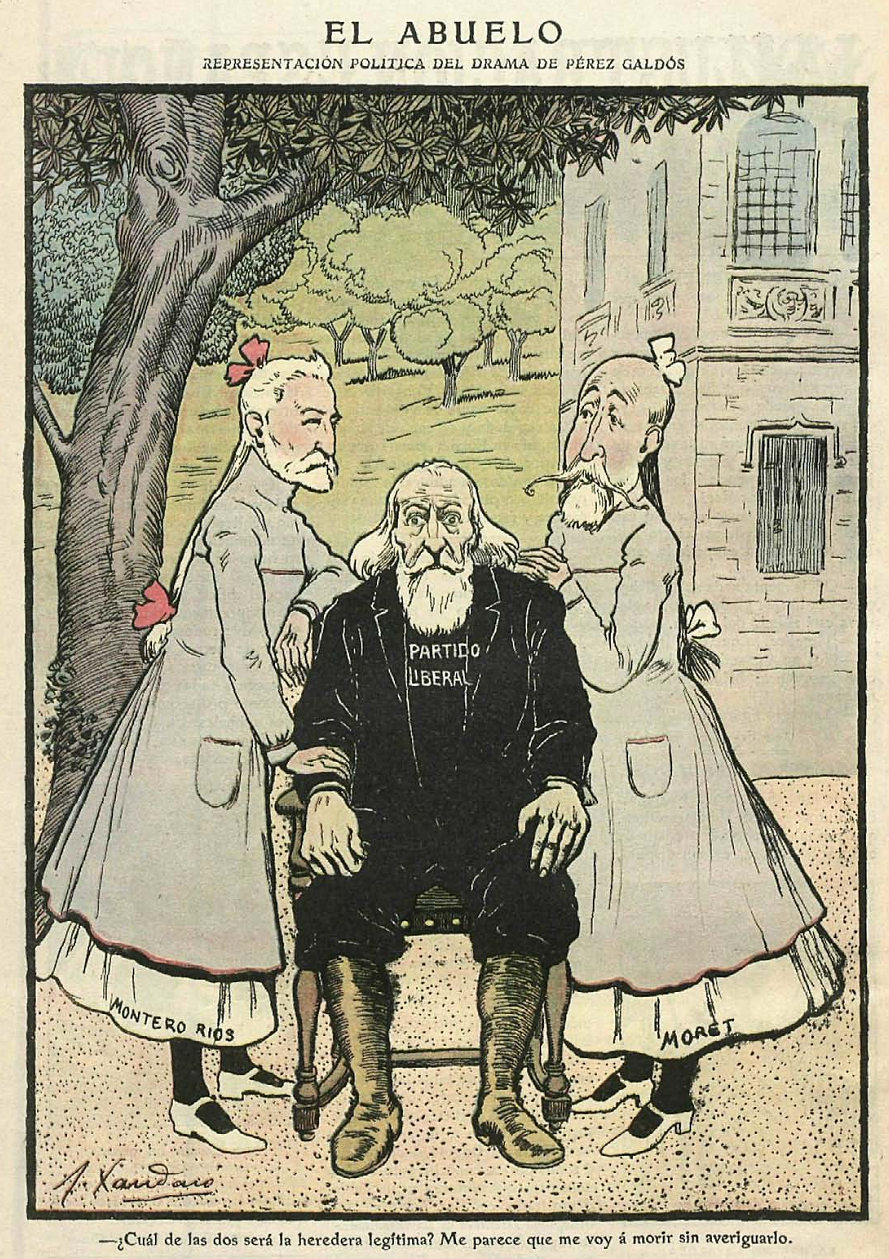
Caricatura de Joaquín Xaudaró en la revista Gedeón, en la que se representa a Eugenio Montero Ríos y Segismundo Moret, 26 de febrero de 1904.

Tras la muerte de Sagasta, en 1903, se produjo un enfrentamiento entre Eugenio Montero Ríos y Segismundo Moret por tomar las riendas del Partido Liberal que a la postre llevaría a José Canalejas a dirigirlo y aunque intentó reformarlo para acercarlo a la realidad del país, su asesinato truncó cualquier evolución del partido.
El asesinato de Canalejas en 1912 reabrió la lucha por el poder con dos nuevos protagonistas —el conde de Romanones y Manuel García Prieto— y llevaría al partido a una profunda crisis, aunque tanto uno como otro accedieron al gobierno en varias ocasiones, que unida a la del propio sistema político que había protagonizado a una fase de disgregación que finalizó en 1931, después de la dictadura de Primo de Rivera y con el final de la monarquía de Alfonso XIII.

## Resultados electorales
Elecciones generales
| Comicios | Escaños obtenidos | +/– | Cabeza de lista        | Notas                                                      |
| -------- | ----------------- | --- | ---------------------- | ---------------------------------------------------------- |
| 1876     | 48/391            | -   | Práxedes Mateo Sagasta | Aprobación de la Constitución de 1876.                     |
| 1879     | 64/392            | 16  | Práxedes Mateo Sagasta |                                                            |
| 1881     | 300/392           | 236 | Práxedes Mateo Sagasta | Comienzo del turnismo político con el Partido Conservador. |
| 1884     | 77/393            | 223 | Práxedes Mateo Sagasta |                                                            |
| 1886     | 278/395           | 201 | Práxedes Mateo Sagasta |                                                            |
| 1891     | 105/401           | 173 | Práxedes Mateo Sagasta |                                                            |
| 1893     | 281/401           | 176 | Práxedes Mateo Sagasta |                                                            |
| 1896     | 98/401            | 183 | Práxedes Mateo Sagasta |                                                            |
| 1898     | 272/402           | 174 | Práxedes Mateo Sagasta |                                                            |
| 1899     | 130/402           | 142 | Práxedes Mateo Sagasta |                                                            |
| 1901     | 260/402           | 130 | Práxedes Mateo Sagasta |                                                            |
| 1903     | 104/403           | 156 | Eugenio Montero Ríos   |                                                            |
| 1905     | 228/404           | 115 | Eugenio Montero Ríos   |                                                            |
| 1907     | 80/404            | 148 | José Canalejas         |                                                            |
| 1910     | 215/404           | 135 | José Canalejas         | Gobierno de José Canalejas (1910-1912).                    |
| 1914     | 123/408           | 92  | Conde de Romanones     | Tras el Asesinato de José Canalejas (1912).                |
| 1916     | 233/409           | 110 | Conde de Romanones     |                                                            |
| 1918     | 174/409           | 59  | Manuel García Prieto   | Tras la Crisis de 1917.                                    |
| 1919     | 140/409           | 34  | Manuel García Prieto   |                                                            |
| 1920     | 119/437           | 21  | Manuel García Prieto   |                                                            |
| 1923     | 222/437           | 103 | Manuel García Prieto   | Golpe de Estado de Primo de Rivera (1923).                 |

## Líderes del Partido Liberal
- 1876–1902: Práxedes Mateo Sagasta;
- 1902–1905: Eugenio Montero Ríos;
- 1905–1912: José Canalejas Méndez;
- 1912–1913: Segismundo Moret y Prendergast y Joaquín Tell Francard;
- 1913–1918: Álvaro Figueroa, Conde de Romanones;
- 1918–1923: Manuel García Prieto y el Conde de Romanones;
- 1923-1931: Durante la dictadura de Primo de Rivera mantuvo suspendida su actividad política;
- 1931: Conde de Romanones.